# Antonia (cantante)
Antonia Nocca (Nápoles, 19 de octubre de 2005), conocida simplemente como Antonia, es una cantautora italiana.

## Biografía
Criada en el barrio Materdei de Nápoles con su hermana Lorenza, es la segunda hija de Carmen Garzillo y Giuseppe Nocca, conocido como Pino. Descubrió la música a los seis años mientras asistía a la escuela primaria Onorato Fava en su ciudad natal. Casi al mismo tiempo, comenzó a tomar clases de canto y luego a actuar en el escenario y a los diez años ya cantaba también en napolitano. En julio de 2024 se graduó del Liceo Clásico Estatal Gian Battista Vico de su ciudad natal.
En noviembre de 2024 se unió al elenco de la vigésimo cuarta edición del concurso de talentos musicales de Canale 5 Amici di Maria De Filippi, entrando luego en la fase inicial. En febrero de 2025 accedió a la fase seral del programa al unirse al equipo del profesor Rudy Zerbi y en mayo del año siguiente llegó a la final, donde quedó en cuarto lugar y ganó el premio Spotify Singles (entregado durante la semifinal), el premio de la Crítica Enel y el premio Unicità Oreo.
Durante el programa, lanzó varias canciones nuevas, entre ellas Giganti, Dove ti trovi tu, Romantica y Relax, las cuatro incluidas posteriormente en su primer EP, Relax, publicado el 24 de mayo de 2025 por Warner Music Italy, que también incluye las canciones Le curve y Weekend. El EP debutó en el puesto número trece de la lista de álbumes FIMI. En el verano de ese mismo año actuó en varios eventos musicales, entre ellos TIM Summer Hits, Battiti Live, Yoga Radio Bruno Estate y RDS Summer Festival.

## Discografía

### EP
| Año  | Título | Detalles del EP                                                                                            | Tablas de clasificación |
| Año  | Título | Detalles del EP                                                                                            | ITA                     |
| ---- | ------ | --- | ----------------------- |
| 2025 | Relax  | - Publicado: 24 de mayo de 2025 - Etiqueta: Warner Music Italy - Formatos: CD, descarga digital, streaming | 13                      |

### Sencillos
| Año  | Título           | Álbumes / EP de origen |
| ---- | ---------------- | ---------------------- |
| 2024 | Giganti          | Relax                  |
| 2025 | Dove ti trovi tu | Relax                  |
| 2025 | Romantica        | Relax                  |
| 2025 | Relax            | Relax                  |

## Programas de televisión
| Año       | Título                       | Cadeña   | Role        | Notas                |
| --------- | ---------------------------- | -------- | ----------- | -------------------- |
| 2024-2025 | Amici di Maria De Filippi 24 | Canale 5 | Concursante | Concurso de talentos |

## Premios y reconocimientos
| Año  | Premio                    | Nominación                | Resultado | Notas  |
| ---- | ------------------------- | ------------------------- | --------- | ------ |
| 2025 | Amici di Maria De Filippi | Premio Spotify Singles    | Ganadora  | [ 15 ] |
| 2025 | Amici di Maria De Filippi | Premio de la Crítica Enel | Ganadora  | [ 16 ] |
| 2025 | Amici di Maria De Filippi | Premio Unicità Oreo       | Ganadora  | [ 16 ] |